# Ottavio Mamilio
Ottavio Mamilio (in latino Octavius Mamilius; VI secolo a.C. – 496 a.C.) è stato un militare e nobile latino del V secolo a.C.

## Biografia
Principe della città latina di Tusculum, (Tito Livio lo chiama "longe princeps Latini nominis"), era un importante alleato di Roma al tempo dell'ultimo re Tarquinio il Superbo, tanto che questi gli concesse la mano della figlia. Dopo la cacciata da Roma, Tarquinio cercò rifugio presso Tusculum e il genero.
Tito Livio descrive Ottavio come capo di una delle famiglie più illustri del Lazio, la gens Mamilia e, quindi, un importante alleato di Tarquinio.

### Tentativo di restaurazione a Roma
Dopo la caccia del suocero Tarquinio il Superbo da Roma, nel 509 a.C., Mamilio fu coinvolto nei tentativi per ripristinare Tarquinio al trono. Dopo la guerra tra Roma e Chiusi, guidata da re Porsenna, non riuscendo nel tentativo di restaurazione, si rifugiò a Tusculum.
Qui, non avendo più speranza di ottenere aiuto dagli Etruschi, Mamilio si risolse a cercare forze tra le città e paesi del Lazio, trovando in alcuni di questi alleati disposti a combattere contro Roma.

### Battaglia del Lago Regillo
Nel 499 o 496 a.C. (ma la data è incerta) Mamilio, come dittatore di Tuscolo marciò verso Roma, alla testa di un esercito latino, ma fu intercettato dall'esercito romano, condotto dal dittatore Aulo Postumio Albo Regillense, nei pressi del lago Regillo, non lontano da Tuscolo.
Il combattimento fu particolarmente feroce, in quanto erano presenti sia l'anziano re Tarquinio, che il suo ultimo figlio superstite, Tito. Durante i duri combattimenti sia Tarquinio il Superbo che Mamilio rimasero feriti, come anche Tito Ebuzio Helva, comandante della cavalleria romana.
Alla fine Mamilio rimase ucciso nella battaglia, ucciso dai colpi del legato romano Tito Erminio Aquilino, mentre con una sua riserva di soldati, provava a portare soccorso a Tarquinio il Superbo, messo in difficoltà dagli attacchi di Postumio. La battaglia si concluse con la vittoria dei romani, che attribuirono il merito del proprio successo al determinante apporto dei Dioscuri.
La sconfitta, non solo consolidò la Repubblica di Roma con la definitiva scomparsa dei Tarquini, ma fermò definitivamente le velleità dei Latini che dovettero accettare la supremazia di Roma. Ma i Romani furono abbastanza saggi da non sfruttare troppo le popolazioni assoggettate, tanto che qualche anno dopo, intorno al (462 a.C.), i Tuscolani furono i più fedeli alleati di Roma quando la città, stremata da una micidiale pestilenza, ne ricevette l'aiuto contro le popolazioni degli Equi e dei Volsci.